# Avenida Donato Álvarez (Buenos Aires)
La avenida Teniente General Donato Álvarez es una arteria vial de la Ciudad de Buenos Aires, Argentina.

## Características
Tiene una extensión de 4,1 km en dirección sur - norte, corriendo paralelamente a la avenida Boyacá durante el tramo entre las avenidas Rivadavia y San Martín. La avenida tiene doble sentido, excepto en sus primeros 100 metros (es de sentido al sur) y el trayecto entre las calles Méndez de Andes y Juan Agustín García, donde es exclusivamente sentido al norte, y el breve trayecto entre esta última y la avenida Trelles, donde es sentido al sur. En los 100 metros entre Trelles y la calle Añasco es un bulevar de dos carriles por sentido, y ya en su último tramo entre la calle 14 de Julio y el Complejo polideportivo Las Malvinas es una breve peatonal de 40 metros.
Hasta 1994 su recorrido terminaba en el barrio de Villa Urquiza, en el cruce de las avenidas Álvarez Thomas y Olazabal, cuando a partir de ese año, el tramo iniciado en el cruce de las avenidas Chorroarín y Del Campo y finalizado en el primer cruce fue renombrado como Avenida Combatientes de Malvinas.

## Recorrido
La avenida nace en su intersección con la avenida Rivadavia, siendo la continuación de la calle Curapaligüe. Durante buena parte de su recorrido sirve como límite entre los barrios de Flores y Caballito hasta el cruce con la avenida Gaona, donde pasa a delimitar a este último con el de Villa General Mitre. En ese mismo cruce se encuentran la Plaza Irlanda y el Policlínico Bancario. Al cruzar la avenida Juan B. Justo ingresa totalmente a este último barrio, para metros más adelante continuar por el barrio de La Paternal tras cruzar la avenida San Martín.
La misma tiene la peculiaridad de poseer cinco trayectos separados entre sí: El primero y el más largo, entre la avenida Rivadavia y la calle Juan Agustín García (en su primera cuadra es de mano única hacia el sur, luego es de doble mano hasta la calle Méndez de Andes, luego de esta es de mano única hacia el norte). El segundo, de 100 metros, entre esta última calle y la avenida Manuel Ricardo Trelles (con sentido hacia el sur). El tercero es entre Trelles y la calle Añasco (es un bulevar de dos carriles por sentido). El cuarto nace en la intersección con la avenida Warnes luego de cruzar la estación Paternal y finaliza en la calle Gutenberg, junto a las vías del Ferrocarril General Urquiza (es una calle adoquinada de doble mano); y el quinto y el más corto, como una breve peatonal de 40 metros, iniciando en la calle 14 de Julio y finalizando definitivamente en el inicio del paso bajo nivel de la calle Punta Arenas, frente al Complejo Polideportivo Las Malvinas de la Asociación Atlética Argentinos Juniors.

## Avenida Combatientes de Malvinas
Como ya fue mencionado, en 1994 por ordenanza municipal 48.871 del entonces municipio de la Ciudad, el tramo de Donato Álvarez comprendido entre las avenidas Chorroarín y Olazabal cambió su denominación por la de Avenida Combatientes de Malvinas, en homenaje a los que participaron del conflicto armado con Gran Bretaña por las islas. Dicho tramo sirve de límite entre los barrios de Villa Ortúzar y Parque Chas hasta ser interrumpido por 100 metros por la Avenida Triunvirato para luego ya adentrarse hasta su empalme final, dentro del ya mencionado barrio de Villa Urquiza. Por esta avenida circulan las líneas de colectivos 111, 113, 123 y 133, y en su cruce con la Av. Triunvirato se encuentra la estación De los Incas-Parque Chas de la Línea B del subte de Buenos Aires, además, al 3002 se encuentra emplazado el Hospital General Dr. Enrique Tornú.